# لویزبرگ (مینه‌سوتا)
لویزبرگ، مینه‌سوتا (به انگلیسی: Louisburg, Minnesota) یک شهر در ایالات متحده آمریکا است که در Lac qui Parle County واقع شده‌است.

## خصوصیات
لویزبرگ ۰٫۷۸ کیلومترمربع مساحت و ۴۷ نفر جمعیت دارد و ۳۱۷ متر بالاتر از سطح دریا واقع شده‌است.